# Axel Sjöblom
Axel Adolf Sjöblom, född 17 december 1882 i Stockholm, död 10 oktober 1951 i Stockholm, var en svensk gymnast.
Sjöblom blev olympisk guldmedaljör 1908. Han är begravd på Norra begravningsplatsen utanför Stockholm.